# 微笑 (凱蒂·佩芮專輯)
《微笑》（英語：Smile）是美國歌手凱蒂·佩芮的第六張錄音室專輯，於2020年8月28日由國會唱片發行，與前作《見證》相隔三年。佩芮與不同音樂製作人在專輯上合作，當中包括捷德、查理·普斯、喬什·亞伯拉罕、怪物與陌生人跟奧利吉等人。佩芮形容《微笑》為她「邁向光明的旅程，當中包括抗逆、希望與愛的故事」。專輯的歌曲主要為流行風格，並被形容以自救與賦權作為創作主題。
專輯一共發行了兩首單曲：於2020年5月15日發行的主打單曲〈Daisies〉，單曲最高登上《告示牌》百強單曲榜第40位；於2020年7月10日發行的第二支單曲〈Smile〉。《微笑》亦收錄了佩芮於2019年發行的獨立單曲〈Never Really Over〉跟〈Harleys in Hawaii〉。專輯於發行前後獲得樂評家褒貶不一的評價，當中包括讚賞佩芮更成熟的形象，以及批評過時的歌曲製作與老套的歌詞。
在美國，《微笑》發行首週以約50,000張專輯等價單位（包括約35,000張實際銷量）空降《告示牌》二百強專輯榜第5位。專輯發行後亦打進澳洲、加拿大、紐西蘭、葡萄牙、蘇格蘭、西班牙與英國專輯榜前5位，奧地利、愛爾蘭跟意大利專輯榜前10位，以及芬蘭、法國、德國和荷蘭專輯榜前20位。

## 背景與發行
《微笑》的構想在佩芮經歷抑鬱時期、公眾批評、與奥兰多·布鲁姆分手再復合以及懷孕後而產生。2018年3月，伊恩·柯克派屈克提到正在與佩芮製作新曲。他在接受《混音器雜誌》訪問的時候提到：「我們一起工作了一段時間，她真的很棒」。他亦繼續補充佩芮是「他人生中一直渴望合作的對象，她確實是最平常而不自我的人」。同年6月，佩芮被目擊與马克斯·马丁與他的故鄉瑞典一起工作。2020年3月，瑞恩·泰德提到自己正在與佩芮製作她新專輯的歌曲，告訴官方榜单公司：「我與佩芮於兩星期前一起工作」。他繼續提到佩芮的狀態是如何的酷，並指最後雖然只有一首合作歌曲收錄專輯當中，但對歌曲非常喜歡。
佩芮亦於同月宣佈打算在同年夏天推出「大量」新曲。她於5月推出〈Daisies〉作為新專輯的主打單曲。Amazon Alexa於同月宣佈專輯於2020年8月14日發行。佩芮也在2020年6月接受《告示牌》的訪問時提到名為〈Teary Eyes〉的新曲。她在翌月確認〈從未結束〉將會收錄專輯當中。專輯的名字於同月確認為《微笑》，並收錄與專輯同名的歌曲。
專輯其後確認將會推出白膠密紋唱片，並同時推出圖膠唱片、卡式录音带，以及以立體光柵圖片作為封面的CD豪華版，該豪華版透過佩芮與環球音樂捷克共和國的官方網上商店接受預訂，並名為「歌迷版」。8月2日，佩芮的網上商店舉行為期五天的限時搶購活動，並推出只能在此活動預訂的五版本限量版專輯，五版本各有不同封面。7月27日，佩芮在社交媒體上確認專輯的發行日期從8月14日推遲至8月28日，原因為「不能避免的製作延誤」。

## 概念與美術
佩芮提到《微笑》是關於「在隧道盡頭尋找光明」以及尋回笑容的專輯，而這概念則源自她於2017年的事業低潮以及跟奥兰多·布鲁姆的關係低谷。她亦提到曾經歷抑鬱並抱有自殺的想法，而最後把自己拯救出來的是「感恩之情」。佩芮也形容《微笑》為她「邁向光明的旅程，當中包括抗逆、希望與愛的故事」。
在專輯的封面中，佩芮扮成「戴上紅色鼻子與身穿藍白格子衣服的憂愁小丑」，並身處專輯的名稱《Smile》之上。封面透過一個推特遊戲公開，由她的歌迷與追蹤者分享關於專輯的推文以讓封面釋出。佩芮於8月推出專輯的CD與圖膠唱片限量版，當中包括五個不同封面的版本，並開放五天時間限時預購。

## 發行單曲
〈Daisies〉於2020年5月15日作為專輯的主打單曲發行，發行後最高登上美國《告示牌》百強單曲榜第40位。專輯的同名曲於2020年7月10日作為專輯第二支單曲發行，專輯亦同時接受預約。
從2019年至2020年期間，佩芮總共發行了四支個人單曲，原本未有打算收錄於專輯當中。〈Never Really Over〉於2019年5月31日發行，佩芮其後於2020年6月確認專輯將會收錄歌曲。〈Harleys in Hawaii〉於2019年10月16日發行，其後在專輯開放預約同時獲確認為專輯標準版收錄曲目。〈Small Talk〉於2019年8月9日發行，而〈Never Worn White〉則於2020年3月5日發行，兩曲皆未有收錄在專輯標準版，但其後作為附贈曲收錄於專輯的「歌迷版」 。

### 宣傳單曲
佩芮於2020年8月20日公開〈What Makes a Woman〉作為宣傳單曲發行。她亦在個人的Vevo頻道公開了歌曲的原音樂版現場版，並曾在同年6月稱歌曲是獻給自己即將出生的女兒。

## 商業成績
《微笑》發行首週以約50,000張专辑等价单位（包括約35,000張實際銷量）空降美國《告示牌》二百強專輯榜第5位，成為佩芮第五張打進榜單前10位的專輯榜。然而這是她自2008年的《花漾派對》後首張未能登上榜單冠軍的專輯。專輯的收錄曲亦在2020年9月12日當週獲得總共1,900萬次自選串流媒體。專輯發行首週亦空降加拿大专辑榜、英國專輯排行榜第5位，當中在英國首週售出約8,579張專輯等價單位。　
在愛爾蘭，專輯首週空降愛爾蘭專輯榜第9位，成為佩芮於當地連續第五張打進前10位的專輯。《微笑》於首週空降澳大利亚唱片业协会榜第2位，僅次於金属乐队同週發行的現場專輯《金屬製品與舊金山交響樂團 現場演出實錄》。在紐西蘭，專輯首週空降新西兰官方音乐榜第4位，而專輯在日本則空降Oricon公信榜第39位。在德國，專輯首週空降當地專輯榜第14位。

## 歌曲列表
| 《微笑》－標準版 | 《微笑》－標準版         | 《微笑》－標準版 | 《微笑》－標準版                              | 《微笑》－標準版 |
| 曲序             | 曲目                     | 词曲 | 製作人                                        | 时长             |
| ---------------- | ------------------------ | --- | --------------------------------------------- | ---------------- |
| 1.               | Never Really Over        | 凱蒂·佩芮 達格尼·桑德維克 （ 英语 ： Dagny (singer)） 米歇爾·巴茲 傑森·吉爾 吉諾·巴列塔 海莉·華納 （ 英语 ： Hayley Warner） 安東·扎斯拉夫斯基 莉亞·海伍德 （ 英语 ： Leah Haywood） 丹尼爾·占士 （ 英语 ： Daniel James (record producer)）                                                 | 捷德 夢境實驗室 （ 英语 ： Dreamlab (production team)）                 | 3:43             |
| 2.               | Cry About It Later       | 佩芮 亞歷山德拉·雅琴科 喬納利·帕爾梅紐斯 （ 英语 ： Noonie Bao） 奥斯卡·霍尔特 | 霍尔特 彼得·卡爾森 （ 英语 ： Carolina Liar） [b]          | 3:09             |
| 3.               | Teary Eyes               | 佩芮 邁克爾·波拉克 曼蒂遜·勒夫 （ 英语 ： Madison Love） 雅各布·卡舍爾·欣德林 安德魯·戈爾茨坦 （ 英语 ： FRND） | 戈爾茨坦 [a] 奥斯卡·戈雷斯                    | 3:02             |
| 4.               | Daisies                  | 佩芮 喬納森·貝里恩 （ 英语 ： Jon Bellion） 波拉克 欣德林 喬丹·K·約翰遜 （ 英语 ： The Monsters & Strangerz） 斯蒂芬·約翰遜 （ 英语 ： The Monsters & Strangerz） | 怪物與陌生人 （ 英语 ： The Monsters & Strangerz） [a] 吉安·史東 [b]  | 2:54             |
| 5.               | Resilient                | 佩芮 費拉斯·阿爾蓋斯 米克爾·S·埃里克森 （ 英语 ： Stargate (record producers)） 托·埃里克·赫曼森 （ 英语 ： Stargate (record producers)） | 星門                                          | 3:07             |
| 6.               | Not the End of the World | 佩芮 波拉克 勒夫 欣德林 戈爾茨坦 | 戈爾茨坦 [a] 戈雷斯                           | 2:58             |
| 7.               | Smile                    | 佩芮 布列塔尼·「斯塔拉」·哈扎德 （ 英语 ： Starrah） 阿爾蓋斯 奧利弗·「奧利吉」·戈爾德斯坦 （ 英语 ： Oliver (DJs)） 喬什·亞伯拉罕 （ 英语 ： Josh Abraham） 安東尼·克里斯 （ 英语 ： Anthony Criss） 本尼·戈爾森 （ 英语 ： Benny Golson） 基爾·吉斯 文森特·布朗 （ 英语 ： Vin Rock） | 亞伯拉罕 奧利吉 G·庫普 （ 英语 ： G Koop） [c]      | 2:46             |
| 8.               | Champagne Problems       | 佩芮 欣德林 約翰·萊恩 （ 英语 ： John Ryan (musician)） 約翰·卡爾松 （ 英语 ： Carolina Liar） 伊恩·柯克派屈克 （ 英语 ： Ian Kirkpatrick (record producer)） | 卡爾松 萊恩 卡爾森 [b]                        | 3:16             |
| 9.               | Tucked                   | 佩芮 阿爾蓋斯 欣德林 萊恩 卡爾松 | 卡爾松 萊恩 卡爾森 [b]                        | 3:07             |
| 10.              | Harleys in Hawaii        | 佩芮 查理·普斯 欣德林 卡爾松 | 普斯 卡爾松 卡爾森 [b]                        | 3:05             |
| 11.              | Only Love                | 佩芮 蘇菲·庫克 （ 英语 ： Frances (musician)） 安德魯·傑克森 | 約翰·德博爾德 [a] 斯文·勒什 （ 英语 ： The Daylights） [b] | 3:18             |
| 12.              | What Makes a Woman       | 佩芮 莎拉·哈德遜 （ 英语 ： Sarah Hudson (singer)） 萊恩 卡爾松 | 卡爾松 [a] 埃爾維亞·安德弗加德 [c] 卡爾森 [b] | 2:11             |
| 总时长：         | 总时长：                 | 总时长： | 总时长：                                      | 36:36            |

| 目標版附贈曲 | 目標版附贈曲                    | 目標版附贈曲   | 目標版附贈曲        | 目標版附贈曲 |
| 曲序         | 曲目                            | 词曲           | 製作人              | 时长         |
| ------------ | ------------------------------- | -------------- | ------------------- | ------------ |
| 13.          | Message from Katy（語音備忘錄） |                |                     | 3:31         |
| 14.          | High On Your Supply             | 佩芮 瑞恩·泰德 | 莉亞 [a] 卡爾森 [b] | 3:57         |
| 总时长：     | 总时长：                        | 总时长：       | 总时长：            | 44:07        |

| 《微笑》－歌迷版 | 《微笑》－歌迷版               | 《微笑》－歌迷版                            | 《微笑》－歌迷版                            | 《微笑》－歌迷版 |
| 曲序             | 曲目                           | 词曲                                        | 製作人                                      | 时长             |
| ---------------- | ------------------------------ | ------------------------------------------- | ------------------------------------------- | ---------------- |
| 13.              | Small Talk                     | 佩芮 卡爾松 普斯 欣德林                     | 卡爾松 普斯 卡爾森 [b]                      | 2:41             |
| 14.              | Never Worn White               | 佩芮 卡爾松 萊恩 欣德林                     | 卡爾松 卡爾森 [b]                           | 3:45             |
| 15.              | Daisies（原音樂版）            | 佩芮 貝里恩 欣德林 波拉克 J·約翰遜 S·約翰遜 | 皮埃爾-盧克·里奧 史東 [b]                   | 3:05             |
| 16.              | Daisies（奧立佛·荷登斯重混版） | 佩芮 貝里恩 欣德林 波拉克 J·約翰遜 S·約翰遜 | 怪物與陌生人 [a] 史東 [b] 奧立佛·荷登斯 [d] | 3:35             |
| 总时长：         | 总时长：                       | 总时长：                                    | 总时长：                                    | 49:42            |

| 日本版附贈曲 | 日本版附贈曲                    | 日本版附贈曲                                | 日本版附贈曲                                | 日本版附贈曲 |
| 曲序         | 曲目                            | 词曲                                        | 製作人                                      | 时长         |
| ------------ | ------------------------------- | ------------------------------------------- | ------------------------------------------- | ------------ |
| 13.          | Message from Katy（語音備忘錄） |                                             |                                             | 3:28         |
| 14.          | High On Your Supply             | 佩芮 泰德                                   | 莉亞 [a] 卡爾森 [b]                         | 3:57         |
| 15.          | Small Talk                      | 佩芮 卡爾松 普斯 欣德林                     | 卡爾松 普斯 卡爾森 [b]                      | 2:41         |
| 16.          | Never Worn White                | 佩芮 卡爾松 萊恩 欣德林                     | 卡爾松 卡爾森 [b]                           | 3:45         |
| 17.          | Daisies（原音樂版）             | 佩芮 貝里恩 欣德林 波拉克 J·約翰遜 S·約翰遜 | 皮埃爾-盧克·里奧 史東 [b]                   | 3:05         |
| 18.          | Daisies（奧立佛·荷登斯重混版）  | 佩芮 貝里恩 欣德林 波拉克 J·約翰遜 S·約翰遜 | 怪物與陌生人 [a] 史東 [b] 奧立佛·荷登斯 [d] | 3:35         |
| 总时长：     | 总时长：                        | 总时长：                                    | 总时长：                                    | 57:22        |

標註與取樣
- ^[a] 代表主要與聲樂製作人
- ^[b] 代表聲樂製作人
- ^[c] 代表附加製作人
- ^[d] 代表歌曲重混版的製作人
- 〈Never Really Over〉帶有插入歌曲〈Love You Like That〉的部分，歌曲由達格尼·桑德維克（英语：Dagny (singer)）、傑森·吉爾、米歇爾·巴茲創作。
- 〈Not the End of the World〉帶有歌曲〈Na Na Hey Hey Kiss Him Goodbye（英语：Na Na Hey Hey Kiss Him Goodbye）〉的元素，歌曲由保羅·萊卡（英语：Paul Leka）、格里·德·卡羅》戴爾·弗拉斯創作。
- 〈Smile〉取樣自歌曲〈Jamboree（英语：Jamboree (song)）〉，歌曲由安東尼·克里斯（英语：Anthony Criss）、樊尚·布朗、基爾·吉斯創作。
- 專輯彩膠版收錄的歌曲〈Smile〉為饒舌歌手Diddy客串版本，該版本包括尚恩·庫姆斯與科迪亞（英语：Cordae）的附加創作。

## 製作名單
資料來自專輯內頁。

### 錄音室
錄製場所
- 301錄音室（英语：Studios 301） （悉尼，澳洲） – 錄製（曲目1）
- 西湖錄音室（英语：Westlake 錄製 Studios） （洛杉矶，加利福尼亚州） – 錄製，工程協助（曲目1）
- 不明人士錄音室 （洛杉矶，加利福尼亚州） – 錄製（曲目1，3，4，6，10）
- MXM錄音室（英语：Maratone Studios） （洛杉矶，加利福尼亚州） – 錄製（曲目2，8-10，12，14）
- 斯德哥尔摩，瑞典 – 錄製（曲目2，10）
- 家鼠錄音室 （斯德哥尔摩，瑞典） – 錄製（曲目2，3，6，12）
- 秘密花園錄音室 （圣巴巴拉，加利福尼亚州） – 錄製（曲目2，8）
- 柑橘樹林錄音室 （荷里活，加利福尼亚州） – 錄製（曲目3，6）
- 恆星之家 （威尼斯，洛杉矶，加利福尼亚州） – 錄製（曲目5）
- 脈衝錄音室 （洛杉矶，加利福尼亚州） – 錄製（曲目7）
- 溫馬克錄音室 （洛杉矶，加利福尼亚州） – 錄製（曲目7）
- BLND錄音室 （瑞典） – 錄製（曲目8），號角錄製與編輯（曲目9）
- 重責錄音室 （伯班克，加利福尼亚州） – 錄製（曲目11）
- 格倫代爾大道沼澤錄音室 （洛杉矶，加利福尼亚州） – 錄製（曲目11）
- 805隔離區 （聖塔芭芭拉，加利福尼亞州）） – 錄製（曲目11）
- A房子 （斯德哥尔摩，瑞典） – 錄製（曲目14）

混音與母帶處理場所
- 捷德一號錄音室 （洛杉矶，加利福尼亚州） – 混音（曲目1）
- 混星錄音室 （維珍尼亞海灘，維珍尼亞） – 混音（曲目2－6，8－12，14，16，17（日本版附贈曲））
- 拉臘比錄音室（英语：Larrabee Sound Studios） （北荷里活，洛杉磯（英语：North Hollywood，Los Angeles），加利福尼亚州） – 混音（曲目7）
- 忍者節拍俱樂部 （美國） – 混音（曲目15（日本版附贈曲））
- 奧立佛·荷登斯錄音室 （荷兰） – 母帶（曲目18）
- 母帶宮殿 （纽约州）

### 聲樂
- 凱蒂·佩芮 – 聲樂（全曲目），和聲（曲目2）
- 莉亞·海伍德（英语：Leah Haywood） – 和聲（曲目1）
- 海莉·華納（英语：Hayley Warner） – 和聲（曲目1）
- 吉諾·巴列塔 – 和聲（曲目1）
- 薩莎·斯隆 – 和聲（曲目2）
- 諾米·鮑（英语：Noonie Bao） – 和聲（曲目2）
- 雅各布·卡什·欣德林 – 和聲（曲目3）
- 邁克爾·波拉克 – 和聲（曲目3，6）
- 曼蒂遜·勒夫（英语：Madison Love） – 和聲（曲目3，6）
- 安德魯·戈爾茨坦（英语：Andrew Goldstein (musician)） – 和聲（曲目3，6）
- 喬恩·博利恩（英语：Jon Bellion） – 和聲（曲目4）
- 卡瑪里亞·安妮塔·奧斯利 – 和聲（曲目7）
- 查理·普斯 – 和聲（曲目10，15（日本版附贈曲））
- 約翰·卡爾松（英语：Carolina Liar） – 和聲（曲目10）
- 蘇菲·「大小姐」·庫克（英语：Frances (musician)） – 和聲（曲目11）
- 薩基·迪塞拉菲諾 – 群眾聲樂（曲目11）
- 利拉·德魯 – 群眾聲樂（曲目11）
- 卡里薩·雷納法里 – 群眾聲樂（曲目11）
- 約翰·德博爾德 – 群眾聲樂（曲目11）
- 埃爾維拉·安德菲亞德 – 和聲（曲目12）
- 莉亞·薩拉曼扎達（英语：Ilya Salmanzadeh） – 和聲（曲目14（日本版附贈曲））
- 薩文·科特查（英语：Savan Kotecha） – 和聲（曲目14（日本版附贈曲））

### 樂器
- 奥斯卡·霍尔特 – 鼓，貝斯，電子琴（曲目2）
- 里卡德·葛蘭森（英语：Carolina Liar） – 結他（曲目2）
- 安德魯·戈爾茨坦 – 結他，鼓，貝斯，打擊樂器（曲目3），電子琴（曲目3，6）
- 奥斯卡·戈雷斯 – 鼓，貝斯，打擊樂器（曲目3），電子琴（曲目3，6）
- 邁克爾·波拉克 – 合成器（曲目3），結他（曲目4），鋼琴（曲目6）
- 皮埃爾·盧克·里奧 – 結他（曲目4，17（日本版附贈曲））
- 米克爾·S·埃里克森（英语：Stargate (record producers)） – 全樂器（曲目5）
- 托·赫曼森（英语：Stargate (record producers)） – 全樂器（曲目5）
- 林肯·阿德勒 – 色士風（曲目7）
- 戴夫·理查茲 – 小號（曲目7）
- 約翰·卡爾松 – 電子琴（曲目8，9），弦樂編排（英语：String section）（曲目8），芬德羅德（英语：Rhodes piano）（曲目10），結他（曲目10，15 （日本版附贈曲））原聲結他，沙鈴，電結他（曲目12），合成器（曲目12，15 （日本版附贈曲）），談話聲，鼓編程（曲目15（日本版附贈曲）），鋼琴（曲目16（日本版附贈曲））
- 馬特亞斯·約翰森 – 小提琴（曲目8，16（日本版附贈曲））
- 大衛·布科文斯基 – 大提琴（曲目8，16（日本版附贈曲））
- 馬蒂亞斯·比倫德 – 弦樂合成器（英语：string synthesizer）（曲目8），號角編排，合成器號角（曲目9），弦樂，弦樂編排（曲目16（日本版附贈曲））
- 尼爾斯-佩特·安卡布隆 – 弦樂合成器，弦樂編排（曲目8），號角編排（曲目9）
- 馬格努斯·約翰遜 – 小號（曲目9）
- 珍妮·比傑 – 小號（曲目9）
- 佛伊泰克·高拉 - 中音薩克斯風（曲目9）
- 托馬斯·瓊森 – 次中音薩克斯風，上低音薩克斯風（英语：baritone saxophone）（曲目9）
- 彼得·諾斯·約翰遜 - 長號，大號（曲目9）
- 查理·普斯 - 合成器（曲目10，15（日本版附贈曲）），鼓編程（曲目15（日本版附贈曲））
- 布拉德·奧伯霍夫 - 羅德，風琴，鋼琴（曲目11）
- 約翰·德博爾德 – 鼓編程，結他，合成器，合成器編程，弦樂編程，編排，聲樂切片（曲目11）
- 埃爾維拉·安德菲亞德 – 電結他，風琴，貝斯，鼓（曲目12）
- 約翰·萊恩（英语：John Ryan (musician)） – 電結他（曲目12）
- 莉亞 –編排，鍵，貝斯，鼓，打擊樂器（曲目14（日本版附贈曲））
- 费拉斯 – 鍵（曲目14（日本版附贈曲））

### 製作
- 凱蒂·佩芮 – 執行製作
- 捷德 – 製作（曲目1）
- 夢境實驗室（英语：Dreamlab (production team)） – 製作（曲目1）
- 奧斯卡·霍爾特 – 製作（曲目2）
- 彼得·卡爾森（英语：Carolina Liar） – 聲樂製作（曲目2，8－10，12，14－16（日本版附贈曲））
- 安德魯·戈爾茨坦 – 製作，聲樂製作（曲目3，6）
- 奧斯卡·戈雷斯 – 製作（曲目3，6）
- 怪物與陌生人（英语：The Monsters & Strangerz） – 製作，聲樂製作（曲目4）
- 吉安·史東 – 聲樂製作 （曲目4，17（日本版附贈曲））
- 星門（英语：Stargate (record producers)） – 製作（曲目5）
- 蒂姆·鐵史密斯 – 執行製作（曲目5）
- 丹尼·D（英语：D Mob） – 執行製作（曲目5）
- 喬什·亞伯拉罕（英语：Josh Abraham） – 製作（曲目7）
- 奧利吉（英语：Oliver (DJs)） – 製作（曲目7）
- G·庫普（英语：G Koop） – 附加製作（曲目7）
- 約翰·卡爾松 – 製作 （曲目8－10，12，15，16（日本版附贈曲）），聲樂製作（曲目8，12）
- 約翰·萊恩 – 製作（曲目8，9）
- 查理·普斯 – 製作（曲目10，15（日本版附贈曲））
- 約翰·德博爾德 – 製作，聲樂製作（曲目11）
- 斯文·勒什（英语：The Daylights） – 聲樂製作（曲目11）
- 蘇菲·「大小姐」·庫克 – 附加製作（曲目11）
- 埃爾維拉·安德菲亞德 – 聯合製作（曲目12）
- 莉亞 – 製作，聲樂製作 （曲目14（日本版附贈曲））

### 技術
- 萊恩·沙納 – 工程，附加混音（曲目1）
- 布萊恩·克魯茲 – 工程協助（曲目1）
- 捷德 – 混音，編程（曲目1）
- 丹尼爾·詹姆斯（英语：Daniel James (record producer)） – 編程（曲目1）
- 莉亞·海伍德 – 編程（曲目1）
- 山姆·霍蘭德 – 工程（曲目2，8－10，12，14－16（日本版附贈曲））
- 科里·比斯 - 工程（曲目2，8-10，12，14，16（日本版附贈曲））
- 傑里米·勒托拉 - 工程 （曲目2，8－10，12，14，16（日本版附贈曲）），錄製工程協助（曲目15（日本版附贈曲））
- 塞爾邦·加納（英语：Serban Ghenea） – 混音（曲目2－6，8－12，14，16，17（日本版附贈曲））
- 約翰·漢內斯 – 混音工程（曲目2－6，8－12，14（日本版附贈曲）），混音工程 （曲目16，17（日本版附贈曲））
- 奧斯卡·霍爾特 – 編程（曲目2）
- 雷切爾·芬德琳 – 工程（曲目3，4，6，8，10，15，17（日本版附贈曲））
- 安德魯·戈爾茨坦 – 聲樂錄製，編程（曲目3，6）
- 奧斯卡·戈雷斯 – 編程（曲目3，6）
- 怪物與陌生人 – 聲樂錄製（曲目4）
- 米克爾·S·埃里克森 – 工程，全編程（曲目5）
- 湯瑪斯·華倫 – 工程（曲目5）
- 托·赫曼森 – 全編程（曲目5）
- 羅易·高梅茲 – 工程（曲目7）
- 布萊克·哈登 – 工程（曲目7）
- CJ Mixed It – 工程（曲目7）
- 達斯·「丹佛」·穆恩 – 工程（曲目7）
- 曼尼·馬熱昆（英语：Manny Marroquin） – 混音（曲目7）
- 克里斯·加蘭 – 混音工程（曲目7）
- 羅賓·弗洛朗 – 工程協助（曲目7）
- 斯科特·德斯瑪萊 –  工程協助（曲目7）
- 約翰·卡爾松 – 編程（曲目8－10，12，16（日本版附贈曲））
- 馬蒂亞斯·比倫德 – 弦樂錄製與編輯（曲目8），號角錄製與編輯（曲目9）
- 查理·普斯 – 編程（曲目10）
- 約翰·德博爾德 – 工程（曲目11）
- 埃爾維拉·安德菲亞德 – 編程（曲目12）
- 莉亞 – 編程（曲目14（日本版附贈曲））
- 陳志明（英语：Phil Tan） – 混音（曲目15（日本版附贈曲））
- 比爾·齊默曼 – 工程（曲目15（日本版附贈曲））
- 彼得·卡爾森 – 聲樂編輯（曲目15（日本版附贈曲））
- 大衛·庫奇 – 母帶工程（曲目15（日本版附贈曲）），母帶（全曲目）
- 拉米 – 編程（曲目16（日本版附贈曲））
- 奧立佛·荷登斯 – 母帶（曲目18（日本版附贈曲））

### 美術
- 妮可·弗朗茲 – 藝術指導
- 克里斯汀·哈恩 – 攝影
- 尼克·斯坦哈特 – 設計

## 銷售榜單
| 週榜單（2020年）                          | 最高 位置 |
| ----------------------------------------- | --------- |
| 阿根廷（CAPIF專輯榜）                     | 6         |
| 澳大利亞（ARIA專輯榜）                    | 2         |
| 奧地利（奧地利Ö3專輯榜）                  | 8         |
| 比利時法蘭德斯（Ultratop專輯榜）          | 7         |
| 比利時瓦隆（Ultratop專輯榜）              | 5         |
| 加拿大（《告示牌》Canadian Albums Chart） | 5         |
| 捷克（ČNS IFPI專輯榜）                    | 35        |
| 荷蘭（MegaCharts專輯榜）                  | 13        |
| 芬蘭（Suomen virallinen lista專輯榜）     | 18        |
| 法國（SNEP專輯榜）                        | 17        |
| 德國（Offizielle Top 100專輯榜）          | 14        |
| 匈牙利（MAHASZ專輯榜）                    | 23        |
| 愛爾蘭（IRMA專輯榜）                      | 9         |
| 義大利（FIMI專輯榜）                      | 10        |
| 日本（日本《告示牌》熱門專輯榜）          | 32        |
| 日本（Oricon專輯榜）                      | 39        |
| 紐西蘭（RMNZ專輯榜）                      | 4         |
| 挪威（VG-lista專輯榜）                    | 25        |
| 波蘭（ZPAV專輯榜）                        | 24        |
| 葡萄牙（AFP專輯榜）                       | 3         |
| 蘇格蘭（OCC專輯榜）                       | 3         |
| 西班牙（PROMUSICAE專輯榜）                | 5         |
| 瑞典（Sverigetopplistan專輯榜）           | 58        |
| 瑞士（Schweizer Hitparade專輯榜）         | 8         |
| 英國（OCC專輯榜）                         | 5         |
| 美国（《告示牌》200）                     | 5         |

## 發行歷史
| 地區 | 日期          | 形式                                     | 版本   | 廠牌         | 來源          |
| ---- | ------------- | ---------------------------------------- | ------ | ------------ | ------------- |
| 多國 | 2020年8月28日 | 卡式录音带 CD 線上下載 串流媒體 彩膠唱片 | 標準版 | 國會         | [ 72 ]        |
| 多國 | 2020年8月28日 | CD                                       | 歌迷版 | 國會         | [ 20 ]        |
| 美國 | 2020年8月28日 | CD 彩膠唱片                              | 目標版 | 國會         | [ 73 ] [ 41 ] |
| 日本 | 2020年8月28日 | CD                                       | 日本版 | 環球音樂日本 | [ 74 ] [ 75 ] |

## 資料來源
1. ↑  Perry, Katy. #SmileSundays Livestream. Episode 2. Published via Zoom. Starts at 6:35.
2. 1 2 3  References for limited edition artwork:
  - Official store listings – . Katy Perry Official Store.   [2020-08-02]. （原始内容存档于2020-08-02）.
  - Twitter – @katyperry.  (推文). 2020-08-02  [2020-08-02] –Twitter.
3. ↑  Solomon, Kate. . The Daily Telegraph. 2020-08-25  [2020-08-25]. （原始内容存档于2020-08-25）.
4. ↑  Kennedy, Mark. . Chicago Tribune. 2020-08-24  [2020-08-25]. （原始内容存档于August 27, 200）. 参数|newspaper=与模板{{cite web}}不匹配（建议改用{{cite news}}或|website=） (帮助);
5. ↑  Ryan, Patrick. . USA Today. 2020-08-24  [2020-08-25]. （原始内容存档于August 27, 200）.
6. ↑  Kheraj, Alim. . The Fader. 2018-03-08  [2020-05-13]. （原始内容存档于2019-12-29）.
7. ↑  Jones, Abby. . Billboard. 2018-06-12  [2020-05-13]. （原始内容存档于2018-06-18）.
8. ↑  White, Jack. . Official Charts Company. 2020-03-14  [2020-07-12]. （原始内容存档于2020-07-11）.
9. ↑  Rice, Nicholas. . People. 2020-03-10  [2020-05-13]. （原始内容存档于2020-05-20）.
10. ↑  White, Jack. . Official Charts Company. 2020-05-07  [2020-05-13]. （原始内容存档于2020-05-15）.
11. ↑  . ABC News Radio. 2020-05-07  [2020-05-13]. （原始内容存档于2020-05-15）.
12. ↑  Langford, Jackson. . NME. 2020-05-13  [2020-05-13].
13. ↑  Bang Showbiz. . The List. 2020-05-13  [2020-05-13]. （原始内容存档于2020-07-09）.
14. ↑  Rowley, Glenn. . Billboard. 2020-06-23  [2020-06-23]. （原始内容存档于2020-06-26）.
15. 1 2  Ginsberg, Gab. . Billboard. 2020-07-01  [2020-07-01]. （原始内容存档于2020-07-03）.
16. ↑  Torres, Leonardo.  [Title for Katy Perry's new album is confirmed]. POPline. 2020-07-08  [2020-07-19]. （原始内容存档于2020-09-03）.
17. ↑  . Amazon.   [2020-07-12]. （原始内容存档于2020-09-03）.
18. ↑  . Katy Perry Official Webstore.   [2020-07-19]. （原始内容存档于2020-07-15）.
19. ↑  . Katy Perry Official Webstore.   [2020-07-19]. （原始内容存档于2020-07-19）.
20. 1 2 3  . Katy Perry Official Webstore.   [2020-07-19]. （原始内容存档于2020-07-13）.
21. 1 2 3 4  . Universal Music Czech Republic Official Webstore.   [2020-07-18]. （原始内容存档于2020-07-16）.
22. ↑  Mamo, Heran. . Billboard. 2020-07-27  [2020-07-28]. （原始内容存档于2020-07-28）.
23. ↑  Krajcsik, Janet. . The Patriot-News. 2020-06-29  [2020-07-09]. （原始内容存档于2020-09-03）.
24. ↑  @katyperry.  (推文). 2020-07-09 –Twitter.
25. ↑  Kaufman, Gil. . Billboard. 2020-07-09  [2020-07-09]. （原始内容存档于2020-09-03）.
26. ↑  Daw, Stephen. . Billboard. 2020-05-07  [2020-07-11]. （原始内容存档于2020-07-11）.
27. ↑  . Billboard.   [2020-08-23]. （原始内容存档于2020-05-26）.
28. ↑  Graves, Wren. . Consequence of Sound. 2020-07-10  [2020-07-12]. （原始内容存档于2020-09-03）.
29. 1 2  . Apple Music.   [2020-07-09]. （原始内容存档于2020-09-03）.
30. ↑  @katyperry.  (推文). 2020-08-20  [2020-08-22] –Twitter.
31. ↑  . YouTube. 2020-08-20  [2020-08-22]. （原始内容存档于2020-08-21）.
32. ↑  Rowley, Glenn. . Billboard. 2020-08-20  [2020-08-22]. （原始内容存档于2020-08-21）.
33. ↑  Caulfield, Keith. . Billboard. 2020-09-06  [2020-09-06]. （原始内容存档于2020-09-06）.
34. ↑  . FYI Music News. 2020-09-07  [2020-09-08]. （原始内容存档于2021-05-25）.
35. ↑  Masterson, James. . Music Week. 2020-09-04  [2020-09-05]. （原始内容存档于2021-05-25）.
36. ↑  . Irish Recorded Music Association. 2020-09-04  [2020-09-07]. （原始内容存档于2020-09-07）.
37. ↑  . Australian Recording Industry Association. 2020-09-07  [2020-09-07]. （原始内容存档于2020-09-07）.
38. ↑  . Recorded Music NZ.   [2020-09-07]. （原始内容存档于2020-09-07）.
39. ↑  . Oricon. 2020-09-07. （原始内容存档于2020-09-07）.
40. ↑  . Gfk Entertainment Charts. 2020-09-04  [2020-09-15]. （原始内容存档于2020-11-01）.
41. 1 2  . Target Corporation.   [2020-07-10]. （原始内容存档于2020-07-10）.
42. ↑  @mikeadamonair.  (推文). 2020-08-09  [2020-08-10] –Twitter.
43. ↑  . Universal Music Japan.   [2020-08-22]. （原始内容存档于2020-09-03）.
44. ↑  .   [2020-08-23]. （原始内容存档于2020-09-03）.
45. ↑   (booklet). Katy Perry. Capital Records. 2020.
46. ↑  . Diario de Cultura. Argentine Chamber of Phonograms and Videograms Producers.   [2020-09-29]. （原始内容存档于2020-09-29）.
47. ↑  "Katy Perry – Smile". Australiancharts.com. Hung Medien.  [2020-09-05].
48. ↑  "Katy Perry - Smile" (in German). Austriancharts.at. Hung Medien.  [2020-09-09].
49. ↑  "Katy Perry – Smile" (in Dutch). Ultratop.be. Hung Medien.  [2020-09-04].
50. ↑  "Katy Perry – Smile" (in French). Ultratop.be. Hung Medien.  [2020-09-04].
51. ↑  "Katy Perry Chart History (Canadian Albums)". Billboard.  Retrieved 2020-09-09.
52. ↑  "Top 50 Prodejní". Czech Albums. ČNS IFPI. Note: On the chart page, select {{{date}}} on the field besides the word "Zobrazit", and then click over the word to retrieve the correct chart data.  [2020-09-07].
53. ↑  "Katy Perry – Smile" (in Dutch). Dutchcharts.nl. Hung Medien.  [2020-09-04].
54. ↑  "Katy Perry: Smile" (in Finnish). Musiikkituottajat.  Retrieved 2020-09-07.
55. ↑  . Syndicat National de l'Édition Phonographique.   [2020-09-08]. （原始内容存档于2020-09-21）.
56. ↑  "Offiziellecharts.de – Katy Perry – Smile" (in German). GfK Entertainment Charts.  [2020-09-04].
57. ↑  "Archívum – Slágerlisták – MAHASZ – Magyar Hangfelvétel-kiadók Szövetsége". Mahasz.hu. LightMedia.  [2020-09-11].
58. ↑  "Official Irish Albums Chart Top 50". Official Charts Company.  2020-09-04.
59. ↑  "Katy Perry – Smile". Italiancharts.com. Hung Medien.  [2020-09-05].
60. ↑  . Billboard Japan.   [2020-09-05]. （原始内容存档于2019-06-01）.
61. ↑  . Oricon.   [2020-09-07].
62. ↑  "Charts.nz – Katy Perry – Smile". Hung Medien.  Retrieved 2020-09-07.
63. ↑  . VG-lista.   [2020-09-04]. （原始内容存档于2020-10-17）.
64. ↑  "Oficjalna lista sprzedaży :: OLIS - Official Retail Sales Chart". OLiS. Polish Society of the Phonographic Industry.  [2020-09-10].
65. ↑  "Katy Perry – Smile". Portuguesecharts.com. Hung Medien.  [2020-09-18].
66. ↑  . Official Charts Company.   [2020-09-04]. （原始内容存档于2021-11-22）.
67. ↑  . Productores de Música de España.   [2020-09-08]. （原始内容存档于2020-10-08）.
68. ↑  . Sverigetopplistan.   [2020-09-04]. （原始内容存档于2020-11-01）.
69. ↑  "Katy Perry – Smile". Swisscharts.com. Hung Medien.  [2020-09-09].
70. ↑  . Official Charts Company.   [2020-09-04]. （原始内容存档于2022-01-29）.
71. ↑  "Katy Perry Chart History (Billboard 200)". Billboard.  Retrieved 2020-09-09.
72. ↑  . Katy Perry Official Store.   [2020-08-02]. （原始内容存档于2020-07-15）.
73. ↑  . Target Corporation.   [2020-07-28]. （原始内容存档于2020-07-28）.
74. ↑  . Universal Music Japan.   [2020-08-22]. （原始内容存档于2020-09-03）.
75. ↑  . Universal Music Japan.   [2020-08-31]. （原始内容存档于2020-07-20）.